# Delegació d'Associacions Israelites Argentines
La Delegació d'Associacions Israelites Argentines (DAIA) és una Organització no governamental a la qual estan adherides 140 institucions jueves de l'Argentina, té la missió de lluitar contra tota expressió d'antisemitisme, de discriminació, racisme i xenofòbia, preservar els Drets Humans, promoure el diàleg interreligiós i la convivència harmònica entre tots els ciutadans, en un marc de respecte a les diferències, així com denunciar el terrorisme internacional, vetllant per la seguretat de les institucions i integrants de la comunitat jueva argentina.
La DAIA va ser establerta el 1933, se la coneix fonamentalment per l'atemptat de l'AMIA, el 18 de juliol de 1994, ja que la seva seu funcionava a dins de l'AMIA.
El 18 de juliol de 1994 (el 10 de Av al calendari hebreu), una furgoneta Renault Trafic carregada d'explosius es va estavellar contra l'AMIA, matant a 85 persones, ferint a més de 300, i destruint l'edifici per complet. Després de l'atemptat contra l'AMIA en 1994 es van posar en marxa una sèrie d'investigacions federals, internacionals, però el càs segueix sense resoldre. Un edifici de 8000 m² va ser encarregat després per substituir l'estructura destruïda, i al maig de 1999, el nou edifici, una estructura de 8 pisos modernista separat del carrer per un mur de protecció, es va inaugurar.